# 真里谷全方
真里谷全方（？—1549年3月2日）是日本戰國時代人物。真里谷氏（上總武田氏）的一族。父親是真里谷信勝（信嗣）。兄長是真里谷恕鑑（信清）。出家後改名為全方（全芳）、心盛齋。大學頭。兒子有真里谷義信。
實名不明，被推測是信保。亦有說法指是信秋。

## 簡歷
天文3年（1534年），在兄長怒鑑死後，怒鑑的嫡子真里谷信應與怒鑑的庶長子真里谷信隆之間爭奪家督之位，而全芳活躍於輔助信應，這場家督騒動在天文6年（1537年）以信應的勝利終結。在里見義堯的仲介下，與信隆的友方北條氏綱和解，信隆的居城峰上城被讓給全芳。後來作為信應的補佐役而與小弓公方交渉。確實的史料在天文11年（1542年）以後動靜不明。法名被推測是源松。
有一個名為義信的兒子，佐貫城城主。

## 外部連結
- 佐貫城 （页面存档备份，存于）